# Àngel Ceràvola
Àngel Ceràvola és un cantant alguerès. Participa en molts festivals a Sardenya, i en enregistraments col·lectius, amb altres cantants com Lluciana Sari, Àngel Maresca, Antonel·lo Colledanchise i Pino Piras.
A l'inici dels anys noranta del segle xx el trobem en un festival organitzat a Cassà de la Selva.